# NGC 3201
NGC 3201 ist ein Kugelsternhaufen im Sternbild Segel des Schiffs am Südsternhimmel, der etwa 16.000 Lichtjahre von der Sonne entfernt ist und einen Durchmesser von rund 80 Lichtjahren aufweist. NGC 3201 hat einen Durchmesser von 18,2′ und eine scheinbare Helligkeit von 6,8 mag.  In ihm stieß ein Forscherteam vom Institut für Astrophysik der Universität Göttingen mit Hilfe des Präzisionsspektrografen MUSE, auf ein Schwarzes Loch von rund 4,4 Sonnenmassen.
Das Objekt wurde am 1. Mai 1826 von James Dunlop entdeckt.